# Park So-young
Park So-young (koreanisch 박소영; * 27. Mai 1994) ist eine südkoreanische Badmintonspielerin. 

## Karriere
Park So-young wurde beim Korea Grand Prix 2010 Fünfte im Damendoppel mit Kim Hyo-min. 2011 und 2012 konnte sie sich auch bereits für die Endrunde der Korea Open Super Series im Damendoppel qualifizieren und wurde dabei jeweils 17. gemeinsam mit Kim Chan-mi.